# Смирнов, Алексей Юрьевич
Алексей Юрьевич Смирнов (род. 16 октября 1951) — российский физик, один из открывателей эффекта Михеева — Смирнова — Вольфенштейна.

## Биография
Окончил физический факультет Московского государственного университета в 1974 году.
С 1977 года работал в Институте ядерных исследований АН СССР (сейчас Институт ядерных исследований РАН).
В 1979 году защитил диссертацию кандидата физико-математических наук («Калибровочные модели слабых и электромагнитных взаимодействий с предельно тяжёлыми бозонами»), в 1988 году защитил диссертацию доктора физико-математических наук («Резонансные осцилляции нейтрино в веществе»).
С 1992 года работает в Международном центре теоретической физики в Триесте (Италия).
С 2014 года также работает в Институте ядерной физики Общества Макса Планка в Гейдельберге (Германия).

## Достижения
В 1985 году Станислав Михеев и Алексей Смирнов подсчитали распространение осциллирующих нейтрино в веществе с различной плотностью и предложили объяснение проблемы солнечных нейтрино (эффект МСВ).

## Награды и премии
- Премия имени Бруно Понтекорво (2005) — «За предсказание и исследование влияния вещества на осцилляции нейтрино, получившее название эффекта Михеева-Смирнова-Вольфенштейна»[2]
- Премия имени академика М. А. Маркова (2008) — «За большой вклад в разработку теории нейтринных осцилляций, проблем нейтринной астрофизики, анализ данных уникальных астрофизических установок Института на Баксане, Байкале, LVD, LSD и других»[3]
- Премия Сакураи Американского физического общества за работы в области теоретической физики элементарных частиц (2008)[4]
- Медаль Альберта Эйнштейна (2016) — «За фундаментальные исследования феномена нейтринных осцилляций»[5]

В 2015 году был упомянут Нобелевским комитетом при присуждении Нобелевской премии, лауреаты которой затем получили и Премию по фундаментальной физике.